# Marrazes
Marrazes ist eine Gemeinde (Freguesia) im portugiesischen Kreis (Concelho) von Leiria. In ihr leben 3066 Einwohner (Stand 30. Juni 2011).

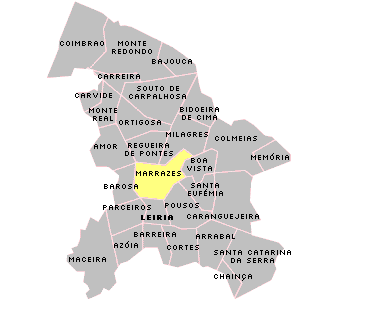
Lage der Gemeinde im Kreis Leiria

## Geschichte
Die Gemeinde entstand Mitte des 19. Jahrhunderts, im Zuge von Ausgliederungen aus der früheren, ausgedehnten Gemeinde von Santiago do Arrabalde da Ponte (auch São Tiago do Arrabalde).

## Kultur und Sehenswürdigkeiten
Unter den zahlreichen Baudenkmälern der Gemeinde sind einige Herrenhäuser, Brunnenanlagen, der Bahnhof, der Wohnblock Bairro Sá Carneiro (sozialer Wohnungsbau von 1969), die 1942 errichteten Lagerhallen Armazém Regulador n.º 4 (auch Armazém Carlos Mata), und verschiedene Sakralbauten, darunter die einschiffige Gemeindekirche Igreja Paroquial de Marrazes (auch Igreja de São Tiago) aus dem 19. Jahrhundert.
Mit dem 2001 neueröffneten, seit 1993 aufgebauten Museu Escolar steht Besuchern hier ein überregional bedeutendes Schulmuseum offen.

## Söhne und Töchter
- Patrício da Silva (1756–1840), Bischof, Patriarch von Lissabon
- Adelino Gomes (* 1944), Journalist und Autor
- David Fonseca (* 1973), Popmusiker
- Nuno Miguel Cunha (* 1978), Fußballspieler
- Rui Patrício (* 1988), Fußballspieler

## Verwaltung
Marrazes ist Sitz einer gleichnamigen Gemeinde (Freguesia). Sie besteht aus folgenden Ortschaften:
| - Sismaria - Gândara dos Olivais - Rego d’Água - Outeiros da Gândara - Quinta do Alçada - Bairro das Almoinhas - Nova Leiria - Arrabalde da Ponte - Quinta da Matinha - Quinta do Bispo | - Quinta de Santo António - Marinheiros - Planalto - Vale Sepal - Covinhas - Valverde - Pinheiros - Janardo - Outeiro das Barrocas |

## Wirtschaft
Die Gemeinde verfügt über einige Gewerbeflächen, auf denen sich Industrie und Verwaltung angesiedelt hat, etwa die Verwaltung des Fleischwarenherstellers Lusiaves, oder der Einzelhandelskomplex Intermarché (Supermarkt, Baumarkt u. a.), neben verschiedenen anderen Einzelhandels- und Industriebetrieben.